# Maurice Ourry
Eustachie Thérèse Maurice Ourry (Bruyères-le-Châtel, 19 septembre 1776 - ancien 5e arrondissement de Paris, 10 février 1843) est un auteur dramatique, poète et journaliste français.

## Biographie
Il fait ses études au collège de Juilly et s'installe à Paris en 1794. Sa carrière est lancée dès son premier vaudeville, La danse interrompue, qui obtient un important succès. Mais les pièces qui suivent, bien que nombreuses, n’égaleront pas le succès de la première.
Rédacteur au Journal des arts et au Journal de Paris dont il devient rédacteur en chef il fonde, après l'arrêt du journal, le Nouveau journal de Paris, uniquement consacré au arts et à la littérature. Il participe aussi à l'Encyclopédie des gens du monde et au Dictionnaire de la conversation.
Ses pièces ont été représentées sur les plus grandes scènes parisiennes du XIXe siècle : Théâtre des Variétés, Théâtre du Vaudeville, Théâtre de la Gaîté.
Membre du Caveau Moderne et des Soupers de Momus, gravement malade, il meurt des suites d'une opération en 1843.

## Œuvres
- La Danse interrompue, vaudeville en 1 acte, avec Pierre-Yves Barré, 1795
- La Ligue des femmes ou le Roman de la rose, comédie anecdotique en un acte, en prose mêlée de vaudevilles, avec René Alissan de Chazet, 1807
- Le Loup-garou, comédie en 1 acte et en prose, mêlée de couplets, avec Francis baron d'Allarde, 1807
- Quitte à quitte, ou les Jeunes Vieillards, comédie en 1 acte et en prose, mêlée de vaudevilles, écrite avec Henri-Zozime de Valori, 1807
- Les Amours de Braillard, ou Tout le monde en veut, imitation burlesque des Amours de Bayard de Monvel, en 1 acte, en prose, mêlée de couplets, 1808
- Le Mari juge et partie, comédie en 1 acte et en vers, avec de Chazet, 1808
- Monsieur Asinard ou le Volcan de Montmartre, 1809
- M. Asinard ou le Volcan de Montmartre, folie en 1 acte, mêlée de couplets, avec de Chazet, 1809
- Le Fils par hasard, ou Ruse et Folie, comédie en cinq actes, en prose, avec de Chazet, 1809
- Le Jardin turc, folie en un acte, mêlée de couplets, 1809
- Les Baladines, imitation burlesque des Bayadères de Jouy, folie en 1 acte, en prose, mêlée de couplets, 1810
- Le Mai d'amour ou le Rival complaisant, 1810
- Les Commissionnaires, comédie en 1 acte, 1810
- Prologue des Ruines de Rome , 1810
- Le Mai d'amour, ou le Rival complaisant, comédie en 1 acte et en prose, mêlée de couplets, avec de Chazet, 1810
- Les Époux de trois jours, ou J'enlève ma femme, comédie en 2 actes, en prose, mêlée de vaudevilles, avec Commagny, 1810
- L'Acteur dans sa loge, prologue à travestissements, mêlé de couplets, avec François-Marie Mayeur de Saint-Paul, 1810
- Mahomet Barbe-bleue, imitation burlesque de Mahomet II, en prose et en 1 acte, mêlée de couplets, avec Merle, 1811
- Prologue d'Arlequin cendrillon, 1811
- Les Sabines de Limoges, ou l'Enlèvement singulier, vaudeville héroïque en 1 acte, avec Philibert Rozet et Henri Simon, 1811
- L'Enfant prodigue, ou le Panier percé, folie en un acte, mêlée de couplets, 1811
- Les Hommes femmes, folie en 1 acte mêlée de couplets, avec de Chazet, 1811
- Irons-nous à Paris ? ou Revue de l'an 1810, vaudeville en 1 acte, avec Merle, 1811
- Ode sur la naissance du roi de Rome, 1811
- Saphirine, ou le Réveil magique, mélo-féerie en 2 actes et à grand spectacle, précédé du Livre du destin, prologue, avec Merle, 1811
- Une journée de garnison, comédie en 1 acte, mêlée de couplets, avec Merle, 1812
- Paris volant, ou la Fabrique d'ailes, folie-épisodique en 1 acte en prose et en vaudevilles, avec Théaulon, 1812
- Crispin financier, comédie en 1 acte, avec Jean-Toussaint Merle, 1812
- La Chevalière d'Éon, ou les Parieurs anglais, comédie en 1 acte, en prose, mêlée de vaudeville, avec Commagny, 1812
- L'Anglais à Bagdad, comédie-anecdote en 1 acte, en prose, mêlée de vaudevilles, avec Charles-François-Jean-Baptiste Moreau de Commagny, 1812
- La Famille mélomane, comédie en 1 acte, mêlée de couplets, avec de Chazet, 1812
- La Houillière de Beaujonc, ou les Mineurs ensevelis, grand tableau historique, 1812
- Jérusalem déshabillée, parodie en un acte, en prose et en vaudevilles de l'opéra de Baour-Lormian, avec Commagny et Emmanuel Théaulon, 1812
- La Jeunesse de Henri IV ou la Chaumière béarnaise, comédie en 1 acte, mêlée de couplets, avec Nicolas Brazier et Merle, 1814
- L'Habit de Catinat, ou la Journée de Marseille, comédie en 1 acte, mêlée de couplets, avec Merle, 1814
- La Batelière du Loiret, comédie en 1 acte, mêlée de vaudevilles, avec René de Chazet, 1815
- Malesherbes à St-Denis, poème élégiaque, 1815
- La Fille grenadier, comédie en 1 acte, avec Merle, 1816
- Poèmes, poésies fugitives, romances, chansons, 1817
- Soirées dramatiques de Jérôme le porteur d'eau, 1817
- Épître au roi, 1818
- La Leçon d'amour, ou le Rival complaisant, comédie en 1 acte, en prose, mêlée de vaudevilles, avec Merle, 1818
- La France délivrée, ode, 1818
- La Maison de Pantin, comédie en 1 acte, mêlée de couplets, avec Merle, 1818
- Et nous aussi nous chantons les vêpres, ou Fanfan Laqueue aux Vêpres siciliennes de Casimir Delavigne, 1820
- Pierre, Paul et Jean, comédie-vaudeville en 2 actes, avec Sewrin, 1821
- Monsieur Blaise, ou les Deux Châteaux, comédie en 2 actes, mêlée de vaudevilles, avec Sewrin, 1821
- La Peste de Barcelonne ou le Dévouement français, poème, 1821
- La Morale du vaudeville, chansonnier à l'usage des enfants et jeunes gens des deux sexes, 1822
- Thompson et Garrick, ou l'Auteur et l'Acteur, comédie en 1 acte et en vers, mêlée de vaudevilles, avec Jacquelin, 1822
- Ninette à la cour, pièce de Favart, remise avec des changements, avec Armand d'Artois, 1822
- Les Mauvaises Têtes, comédie en 1 acte, avec Charles-Augustin Sewrin, 1823
- L'Écarté, ou Un lendemain de bal, comédie en 1 acte, mêlée de vaudevilles, avec de Chazet et Jacques-André Jacquelin, 1822
- Les Funérailles de Louis XVIII, stances, 1824
- Le Nouveau Caveau pour 1825
- Le Sacre de Charles X, ode, 1825
- Les Bourbons et la France, poèmes, odes, stances, épîtres, etc., suivis de la traduction en vers de La Boucle de cheveux enlevée, de Pope, 1826
- Voltaire à Francfort, comédie anecdotique en 1 acte, avec Brazier, 1831
- L'Enfance de Boïeldieu, opéra-comique et anecdotique en 1 acte, 1834
- Conquêtes de l'homme, le puits artésien de Grenelle, poème lyrique, 1841
- Épître à Mlle Mars sur l'annonce de sa retraite, 1841
- Chants et chansons populaires de la France, avec Théophile Marion Dumersan, Paul Lacroix et Antoine Le Roux de Lincy, 1843

## Distinction
- Croix de la Légion d'honneur (1827)